# Primera Liga de Brasil
La Primeira Liga de Brasil, también conocida como Copa Sul-Minas-Rio o Copa da Primeira Liga, fue una competición de fútbol disputada entre equipos de la Región Sur de Brasil y de los estados de Minas Gerais y Río de Janeiro. Esta competición es un torneo sucesor de la Copa Sul-Minas.
El 25 de junio de 2019, la Primera Liga de Brasil anunció su cierre alegando falta de espacio en el calendario del fútbol brasileño.

## Equipos Integrantes
La primera Liga estaba formada por cinco equipos catarinenses, cuatro equipos mineros, cuatro paranaenses, tres gauchos, dos cariocas, un cearense, un goiano y un matogrossense. En total, eran veintiún clubes integrantes, los cuales están abajo listados en orden alfabético.
- América Futebol Clube
- Avaí Futebol Clube
- Atlético Clube Goianiense
- Clube Atlético Mineiro
- Clube Atlético Paranaense
- Grêmio Esportivo Brasil
- Ceará Sporting Club
- Associação Chapecoense de Futebol
- Coritiba Foot Ball Club
- Criciúma Esporte Clube
- Cruzeiro Esporte Clube
- Figueirense Futebol Clube
- Clube de Regatas do Flamengo
- Fluminense Football Club
- Grêmio Foot-Ball Porto Alegrense
- Sport Club Internacional
- Joinville Esporte Clube
- Londrina Esporte Clube
- Luverdense Esporte Clube
- Paraná Clube
- Tupi Foot Ball Club

## Títulos por equipo
| Club                | Títulos | Subtítulos | Años campeón | Años subcampeón |
| ------------------- | ------- | ---------- | ------------ | --------------- |
| Londrina            | 1       | -          | 2017         | ----            |
| Fluminense          | 1       | -          | 2016         | ----            |
| Atlético Paranaense | -       | 1          | ----         | 2016            |
| Atlético Mineiro    | -       | 1          | ----         | 2017            |

## Goleadores
| Año           | Jugador                    | Equipo              | Goles |
| ------------- | -------------------------- | ------------------- | ----- |
| 2016 Detalles | Diego Souza Paolo Guerrero | Fluminense Flamengo | 3     |
| 2017 Detalles | Renatinho                  | Paraná Clube        | 3     |